# Tragulina
Tragulina – infrarząd ssaków z podrządu przeżuwaczy (Ruminantia) w obrębie rzędu parzystokopytnych (Atriodactyla).

## Zasięg występowania
Infrarząd obejmuje współczesne gatunki występujące w Azji i Afryce.

## Podział systematyczny
Do infrarzędu należy jedna występująca współcześnie rodzina:
- Tragulidae Milne-Edwards, 1864 – kanczylowate

Opisano również rodziny wymarłe:
- Amphimerycidae Stehlin, 1910
- Archaeomerycidae Simpson, 1945
- Bachitheriidae Janis, 1987
- Hypertragulidae Cope, 1879
- Leptomerycidae Zittel, 1893
- Lophiomerycidae Janis, 1987
- Simimerycidae Vislobokova & Dmitrieva, 2000